# 大石和欣
大石 和欣（おおいし かずよし、1968年 - ）は、日本の英文学者。東京大学教授。専門はイギリス文学、特に18世紀から19世紀前半におけるイギリス詩・英国社会史に関する研究。静岡県出身。

## 来歴
東京大学文学部卒業。英国オックスフォード大学大学院修士課程（M.Phil)、博士課程（D.Phil）終了。
2002年4月放送大学教養学部助教授/准教授、2009年4月名古屋大学文学研究科准教授、2012年4月東京大学大学院総合文化研究科准教授、2017年10月東京大学大学院総合文化研究科教授。

## 著書

### 単著
- 『家のイングランド－変貌する社会と建築物の詩学』（名古屋大学出版会、2019年）

### 単編著
- 『実践英語('10)映画とドラマで学ぶ』(放送大学教育振興会、2010年）
- 『コウルリッジのロマン主義—その詩学・哲学・宗教・科学』（東京大学出版会、2020年）

### 共著・共編著
- 『ランドスケープとモダニティ ー トマス・ガーティンからウィンダム・ルイスへ』小野寺玲子編（ありな書房、2019年）［第１章「都市が生んだ風景画 ー トマス・ガーティンの《アイドメトロポリス》からの眺望」, pp. 9-56.］
- British Romanticism in Asia, ed. Lawrence Williams and Alex Watson (Palgrave, 2019)［Chapter 4, “An ‘Exot’ Teacher of Romanticism in Japan: Lafcadio Hearn and the Literature of the Ghostly,” pp. 93-118.］
- 『ノンフィクションの英米文学』富士川義之編（金星堂、2018年）［第４章「ド・クインシーの自伝とロンドン表象 ― 苦痛を陶酔に変える倒錯空間（パヴァートピア）」、pp. 52-64.］
- 『現代イギリス小説の「今」 ー 記憶と歴史』河内恵子編著（彩流社、2018年）［第５章「郊外の不気味なレズビアン・ゴシック ― サラ・ウォーターズの『寄宿人たち』」、pp.149-92.］
- Coleridge and Contemplation, ed. Peter Cheyne  (Oxford University Press, 2017) [Chapter 8, “Contemplation and Philanthropy: Coleridge, Owen, and the ‘Well-Being of Nations,’”  pp. 123-141.]
- 『ロマン主義エコロジーの詩学 ― 環境感受性の芽生えと展開』小口一郎編（音羽書房鶴見書店、2015年）［第７章「病んだ精神と環境感受性 ― ウィリアム・クーパーの持続可能な詩景」、pp. 183-216.］
- British Romanticism in European Perspective: Into the Eurozone, ed. Steven Clark and Tristanne Connolly  (Palgrave, 2015) [Chapter 1, “The Genealogy of The Scientific Sublime: Glaciers, Mountains, and The Alternating Modes of Representation,” pp.26-44.]
- 『ロンドン ― アートとテクノロジー』山口惠理子編（竹林舎、2014年）［第１章「混濁の「帝都」―ヴィクトリア朝時代の建築物のダイナミズム」、pp. 31-61.］
- 『テクストの解釈学』松澤和宏編（水声社、2012年）［第８章「パロディとテクスト布置解釈学―イギリス・ロマン主義時代の一例」、pp. 237-62.］
- Coleridge, Romanticism, and the Orient: Cultural Negotiations, co-ed. with David Vallins and Seamus Perry (London: Bloomsbury, 2013)
- 『境界線上の文学 名古屋大学英文学会第50回大会記念論集』［滝川睦, 中田晶子と共編著］（彩流社、2013年）
- 『揺るぎなき信念―イギリス・ロマン主義論集』新見肇子・鈴木雅之編（彩流社、2012年）［第２章「『共感の疼き』―女性詩人たちとそれぞれの奴隷貿易廃止運動」、pp. 29-45.］
- Cross-Cultural Negotiations: Romanticism, Mobility and the Orient. POETICA75 (Special Issue), co-ed. with Felicity James (Dec. 2011)
- 『スキット基礎英語 welcome to Japan』［大橋理枝, ジョン・M. ブロウカリングと共編著］（音羽書房鶴見書店、2010年）
- 『基礎からの英文法（'09)』［大橋理枝と共著］(放送大学教育振興会、2009年）
- 『物理の考え方('07)』［木村龍治と共著］(放送大学教育振興会、2007年)
- 『世界の名作を読む('07)』［工藤庸子編］(放送大学教育振興会、2007年)
- 『英語中級B―BBCドラマで学ぶ（'06)』［内野儀,河合祥一郎共編著］(放送大学教育振興会、2006年)
- 『英語基礎A 2005』［大橋理枝と共著］（放送大学教育振興会、2005年）

- 『英語総合A～歴史・文化・社会('05)』［草光俊雄と共編著］(放送大学教育振興会、2005年)